# ГИС Арта
ГИС «Арта» (укр. ГІС «АРТА», полн. геоинформационная система для артиллерии) — украинская система управления войсками, применённая в ходе российско-украинской войны. ГИС «Арта», которую журналисты и сами разработчики именовали «„Убером” для артиллерии», используется для целеуказания и координации огня, значительно сокращая время от идентификации цели до нанесения удара.
ГИС «Арта» обеспечила Украине преимущество в скорости, точности и эффективности ударов в условиях асимметричной артиллерийской войны против России, имеющей во много раз больше стволов и снарядов. О системе стало широко известно после отражения попытки форсирования Северского Донца российскими войками, которая привела к одним из крупнейших единоразовых потерь России за время вторжения в Украину.

## История
Идейным предшественником ГИС «Арта» стало приложение ArtOS, разработанное программистом Ярославом Шерстюком во время службы в артиллерийской бригаде ВСУ — артиллерийский калькулятор, который упрощал артиллерийские расчёты на основе параметров орудия, дистанции до цели, погодных условий и пр.. Разработка ГИС «Арта» под задачи украинских артиллеристов началась в 2014 году после захвата Крыма и вторжения на восток Украины, первая версия была представлена в конце мая. За проектом стояла группа разработчиков-волонтёров из трёх украинских IT-компаний: Geo-Soft, Breeze Software и PrimeWay Ukraine. К 2015 году из ПО, снимающего часть расчётов с артиллеристов, ГИС «Арта» развилась в многопрофильную систему управления войсками, немного «заточенную» под артиллерию. Разработчики проекта не раскрывают свои личности, единственное публичное лицо — технологический предприниматель Борис Костенко.
Команда ГИС «Арта» сотрудничает с проектом «Вернись живым», который поставляет компьютерное оборудование украинской армии: волонтёры устанавливают на устройства необходимое ПО, берут на себя обслуживание и техническую поддержку. В ходе полномасштабного российского вторжения 2022 года ГИС «Арта» стала одним из важных компонентов сетецентрической войны, который компенсировал малое число стволов и снарядов лучшим пониманием ситуации на поле боя, быстрым целеуказанием и более точной стрельбой. ГИС «Арта» также решила проблему с экспортными ограничениями, из-за которых часть иностранной техники поступала в Украину в «урезанных» комплектациях. Так, отсутствующие на экспортных M777 американские GPS-модули заменили украинские, интегрированные с ГИС «Арта».

## Система
ГИС «Арта» включает цифровую модель территории с картой высот, детальные аэроснимки и снимки со спутников, данные по расположению соединений дружественной стороны, доступным им вооружениям и запасам снарядов. Система комбинирует информацию о противнике от различных источников (БПЛА, авиации, радаров, спутников, солдат на передовой, гражданских и пр.), наглядно представляет её вышестоящим офицерам и позволяет через тач-интерфейс выбирать цели, орудия для атаки и отдавать указания — а ударные соединения получают готовые расчёты для наведения. За счёт использования ГИС «Арта» время от обнаружения до поражения цели сокращается с 20 минут (в среднем) до одной.
Кроме того, ГИС «Арта» позволяет минимизировать потери от огня противника (например, она вычисляет вероятные цели обнаруженных ракет противника и позволяет вывести их из-под удара), а также сопутствующий ущерб (помечая на карте гражданские объекты). Компоненты системы работают на обычных ноутбуках, планшетах и смартфонах (предпочтение отдаётся защищённым моделям, устойчивым ко внешнему воздействию). Вычисления распределены между устройствами, обмен информацией идёт по защищённым каналам, в качестве одного из которых выступает Starlink. Приложения ГИС «Арта» защищены от несанкционированного доступа, а сеть компании Илона Маска оказалась устойчива к попыткам глушения или взлома.

## Применение
ГИС «Арта« обеспечила Украине преимущество в асимметричной артиллерийской войне против стороны, имеющей кратное превосходство в числе стволов и снарядов. Сравнение с сервисом заказа такси Uber обусловлено простотой использования, при которой боевые задачи распределяются между ударными соединениями (артиллерией, гаубицами, РСЗО, расчётами боевых дронов) в радиусе цели, операторам орудий достаточно навестись по указаниям системы. Точность и эффективность работы ГИС «Арта» дополнительно повышается за счёт применения снарядов, управляемых на конечном участке полёта.
ГИС «Арта» позволяет украинской стороне построить распределённую сеть орудий в противовес российской доктрине, которая предполагает концентрацию артиллерии в уязвимых орудийных батареях. Возможность одновременно наносить удары со многих направлений, а также передислоцировать орудия после поражения целей, резко снижают эффективность контрбатарейного огня — цели сложнее определить и тем более — поразить.
Известный пример применения ГИС «Арта» — отражённая ВСУ попытка форсирования Северского Донца российскими войсками в мае 2022 года, когда эффективная координация советской и современной артиллерии позволила остановить крупное соединение ВС РФ. Потери России в этой операции стали одними из самых больших единоразовых потерь за время войны — десятки единиц бронетехники, более 400 погибших.
После этого ГИС «Арта» привлекла большое внимание журналистов и военных экспертов. Представители иностранных военных ведомств отмечали впечатляющую скорость разработки и внедрения, а также большую гибкость и простоту использования, чем у немецкой ESG Adler или американской JADC2.